# Péter Olajos
Péter Olajos, madžarski inženir in politik, * 18. april 1968, Budimpešta.
V letih 2004–2009 je bil član Evropskega parlamenta.